# Mariana Francisca Velázquez y Merino
Mariana Francisca Velázquez y Merino (Madrid, 14 d'abril de 1637 - 25 d'octubre de 1697), de nom religiós María Francisca de los Ángeles, va ser una religiosa carmelita descalça.
Va néixer al carrer de la Inquisición –avui carrer d'Isabel la Catolica– de Madrid el 14 d'abril de 1637, i va ser batejada el 23 del mateix mes a la parròquia de San Martín. filla de Juan Velázquez Redondo, comptador i agent de la casa dels comtes de Benavente, si bé altres documents que era filla de Juan Blázquez Dávila, de les primeres famílies de la ciutat d'Àvila, i de Melchora Merino, noble de la ciutat de Burgos. Prengué l'hàbit al convent d'Ocaña el 22 d'octubre de 1658, on també va professar.
Hom afirma que va ser model de virtut, penitència i fervor, tant es així, que les altres monges de la comunitat la van elegir prelada el 18 de febrer de 1673. Després va obtenir el patronatge de Nicolás de Guzmán, príncep de Stigliano, al qual va convèncer de fundar un convent a Madrid, del que es va fer càrrec Velázquez el 9 de setembre de 1684, acompanyada d'un grup de religioses per ocupar la casa que se'ls havia atorgat, i que va rebre el nom de Reial Convent de Santa Teresa de Jesús. Malalta els darrers anys de la seva vida, va morir a Madrid el 25 d'octubre de 1697.
Fra Alonso de la Madre de Dios va escriure la seva vida en un volum, imprès a Madrid el 1736.